# Marianne Mareschal
Marianne Mareschal (1945 – 11 juli 1995) was een Belgische natuurkundige die in het bijzonder het aardmagnetisch veld, de magnetosfeer en de elektromagnetische interacties tussen de zon en de planeten bestudeerde.

## Biografie
Marianne Mareschal studeerde in 1968 af in de natuurkunde aan de Université libre de Bruxelles. In 1972 vervolgde ze haar studie aan de Universiteit van Parijs, waar ze een diploma in de geofysica behaalde. In 1975 studeerde ze af aan de Texas A & M University met een Ph.D. in geofysica, en voltooide haar postdoctorale studies aan de University of Toronto. Ze vervolgde haar reis naar Ottawa, waar ze een onderzoekspositie kreeg aan het Herzberg Institute of Astrophysics. In 1980 werd ze onderzoeker aan de Universiteit van Alberta in Edmonton. Ze werkte er aan een groep studies in archeomagnetisme, die haar de gelegenheid gaven om naar verschillende archeologische vindplaatsen in Europa te reizen, met name in Italië en Griekenland.
In 1982 verhuisde Mareschal naar Montpellier, Frankrijk, waar ze haar tijd besteedde aan onderwijs en onderzoek aan het Centre for Geology and Physics aan de Universiteit van Montpellier. In 1987 keerde ze terug naar Canada om te werken als onderzoeker aan het Institute of Mineral Research van Polytechnique Montréal. In 1989 werd ze lerares, een positie die zij zou bekleden tot haar dood in 1995 op 49-jarige leeftijd. Ze maakte deel uit van het organisatiecomité van de Precambrian Conference in 1995 in Montreal.

## Marianne Mareschal-fonds
Het Marianne Mareschal-fonds is in 1987 opgericht ter ere van de nagedachtenis aan Marianne Mareschal om studenten aan te moedigen hoger onderwijs te volgen.